# Roland Delcol
Roland Delcol né le 24 janvier 1942 à Saint-Gilles (Bruxelles) est un peintre et illustrateur belge.

## Biographie
Après des études à l'Athénée royal Victor Horta de Saint-Gilles de 1954 à 1960, puis à l'université libre de Bruxelles de 1960 à 1963, Roland Delcol fréquente l'Académie des beaux-arts de Saint-Gilles de 1965 à 1971. En 1967 et 1968, il réalise des décors et costumes de théâtre au ministère de la Culture. Il poursuit en 1975 l'étude de la lithographie à Milan puis à Paris. 
À partir de 1965, de nombreuses expositions personnelles de Roland Delcol sont organisées, notamment à Bruxelles (galerie Isy Brachot de 1969 à 1977), au musée Horta en 1982, Milan, Paris, Jérusalem, Amsterdam, Florence, Deauville (à l'occasion du Festival du cinéma américain), New York, Nashville (Vanderbilt University, Sarrat Gallery, 2005), Wiesbaden (Wiesbaden Moderne Kunst Museum, 2008), Bruxelles (Musée d'Ixelles, 2012), Bruxelles (Parlement Fédéral de Belgique, 2013), Bruxelles (Hôtel de Ville de Saint-Gilles, 2014), Estonie et Moscou, en 2015, Bruxelles (Sabam, 2019), Liège (galerie Beaux-Arts, 2019).
Il participe à des expositions collectives à Bruxelles (Musée royal d'art moderne), Londres, Paris, Munich, Mexico, régulièrement aux États-Unis, et à plusieurs des grands salons internationaux (Bâle, Düsseldorf, Cologne, Paris). 
Une exposition itinérante dans les musées d'Art moderne allemands est organisée de novembre 2009 à fin 2012 (Phantastische Welten, Vom Suurrealismus zum Neosymbolismus, Axel Murken), se terminant au KunstMuseum à Bayreuth. En 2013, il expose à la Uhr. Bayer Kulturhaus, Leverkusen et à la galerie Städtische Jesuitenkirche, “Phantastische Welten“, Aschaffenburg.
En 2009, il expose au Museum Kunst Palace, Diana und Actaeon - Der verbotene Blick auf die Nacktheit. En 2015 à Studio 3 Gallery, ""Beautifully Obscene, University of Kent, School of Arts, The History of The Erotic Prin, Canterbury CT2 7UG. En 2017, Gallery Kremers, Real, Surreal, Hyperrea, Berlin, Germany. En 2019, au Famenne & Art Museum "Remy Van den Abeele & Delcol. Remy versus Roland".
Des peintures de Delcol sont présentes dans les collections du Musée royal d'art moderne à Bruxelles, de Liège, Musée d'Ixelles à Bruxelles, de Monte Catini et du Famenne & Art Museum. Bon nombre de ses œuvres tableaux, faïence, lithographies et sérigraphies figurent dans le legs Irène Scutenaire-Hamoir au Musée royal d'art moderne de Bruxelles.
En 1978, à Moustiers-Sainte-Marie Delcol propose ses projets de créations à l'atelier JM.V.Fine. Il est immédiatement compris et accepté, malgré le poids de la tradition. Cette association marque le début d'une expérience d'intervention directe de l'artiste sur le matériau, comparable à celle de Braque, Dufy ou Miró chez Artigas et Picasso chez Madoura à Vallauris. Le créateur lui-même doit apprendre à utiliser pinceaux et couleurs, l'atelier se chargeant d'exécuter la forme, traditionnelle ou non, d'émailler la pièce et de la cuire. Afin de préserver la tradition de Moustiers-Sainte-Marie en matière de décoration, seuls les oxydes métalliques, de cuivre, de cobalt, de manganèse, etc., furent acceptés avec les contraintes que cela impose. L'utilisation des émaux de couleurs employés à Vallauris fut rejetée, comme le prévoit la charte des faïenciers de Moustier-Sainte-Marie . Les premières pièces uniques de faïence contemporaine d'artistes allaient naître. Roland Delcol est ainsi le précurseur de nouveaux décors sur faïence à Moustiers-Sainte-Marie. Entre 1978 et 1981, il crée plus de cent cinquante pièces qui sont exposées dans la galerie de l'atelier à Moustiers. En 1983, installé en Italie, il décide de décorer non plus sur faïence mais sur porcelaine. 

## L'œuvre
L'univers de Roland Delcol sacralise à la fois le corps et le quotidien. Le nu dans sa splendeur et sa quotidienneté. « Dans ce que l'on a déjà vu, il faut rechercher le non visible, le jamais vu[réf. nécessaire] ». Nul besoin de commenter son œuvre au moyen d'un docte galimatias. Nul besoin de discours inintelligible. Lorsque l'on s'y attarde, son œuvre, intemporelle, nous donne l'opportunité, à nous êtres finis d'appréhender ce que nous nommons éternité.  
Ses tableaux s'intitulent Sans Paroles, engageant ainsi le spectateur, tout en le captivant, à éveiller son imaginaire. 
Poète et écrivain surréaliste Louis Scutenaire, qui se considérait comme un « delcolique invétéré », écrit dans La Chanson de Roland , « Aussi bien qu'une confrontation de réalités différentes, le surréel peut être la confrontation d'une seule réalité avec elle-même ». 
Pierre Somville dans Mimesis de l'Art contemporain écrit « […] l'onirisme de ses tracés nous impose l'évidence, parfois paradoxale, des êtres posés là comme autant de fragments d'univers […] Et nous restons plantés, fixés sur place comme autant de Saint Sébastien aux flèches du regard. »
Dans chacune des toiles, des dessins ou des lithographies de Delcol, toujours une femme est, comme il l'écrit lui-même, « là où on ne l'attend pas », sa nudité comme naturellement accessible aux regards de ceux qui l'entourent comme à ceux des spectateurs, et Delcol évoque dans ses réflexions Giorgione, Manet, Renoir, Picasso, Magritte et Delvaux. « Le surréalisme représente réellement des objets irréels. Je peins la femme, objet réel, d'une manière irréelle », écrit encore Delcol. Au-delà de Scutenaire, présent dans de très nombreuses œuvres, ses dessins et peintures associent fréquemment le nu féminin et la figuration de personnalités artistiques, telles Magritte, Paul Delvaux, Félix Labisse, Picasso, André Breton, Balthus, ou des personnages plus populaires, Fred Astaire, Alfred Hitchcock, Laurel et Hardy, des œuvres de la peinture classique, de Vermeer, Rembrandt, Manet, Le Caravage…
Selon Delcol, « L’acte de peindre s’accomplit dans son œuvre pour qu’apparaisse une poésie permanente au travers de scènes mimant une réalité soi-disant banale et quotidienne. Comme l’art à une histoire et que chaque époques y trouvent une richesse de contenu illimité, je peins des liens de filiations, et des citations puisées dans l’héritage des grands artistes d’un passé proche ou lointain. Ainsi je transmets la peinture occidentale et définis le « Postmodernisme ». C’est une rupture avec l’art dit moderne et contemporain, et un abandon de la hiérarchie des styles conventionnels. Avec le rêve et la réalité confondus, par le truchement du spectateur et de son libre arbitre, une narration sort de chacune de mes toiles. Ainsi le « Postmodernisme » par son intemporalité dépasse le temps des modes. »
Au début des années 1980, Irène Hamoir, écrivaine et épouse de Louis Scutenaire, avait déjà saisi le postmodernisme de la peinture de Delcol, « Il s’intéresse par-dessus tout à la peinture. De plus il sait peindre. Sur ses toiles, insoucieux du temps et de l’espace, il provoque des rencontres de personnages, de femmes surtout, de cette époque-ci avec d’autres de ces époques-là ; les paysages et les choses se télescopent ; ses couleurs le plus souvent sont roboratives ; cela dans une mise en page qui, malgré les années qui passent et passent, ne perd rien de son poids. Son ambition-non méprisable- est que l’unique objet de sa passion soit perçu par les meilleurs comme une œuvre de prix. Il est transparent. Derrière Roland Delcol il n’y a que le peintre Delcol.R. »
En Allemagne aussi en 2006, le professeur d’histoire de l’art et d’histoire de la médecine, Axel Murken, a reconnu que : « l’un des représentants les plus originaux entre l’hyperréalisme et le pluralisme postmoderniste d’aujourd’hui est Roland Delcol. Dans sa peinture l’avenir de l’art dépend du passé de l’art. Il met des œuvres intemporelles en connexion avec son propre univers. Ainsi le « postmodernisme » par son intemporalité dépasse le temps des modes. »
Le philosophe Gilles Deleuze lui écrit : « Croyez bien que je ne cherche pas à vous proposer une sorte de paradoxe idiot, ni à faire le malin, mais ce qui m'émeut tant dans cette peinture, c'est l'intensité avec laquelle vous atteignez au regard de vos personnages. Évidemment, ce n'est vrai que de certains tableaux. Mais tout le réalisme (de quelque nom qu'on le nomme) de la construction me semble une organisation, d'ailleurs complexe, qui arrive au regard et à partir de ce qui n'en a pas ou n'en a plus. Même les paupières baissées (le plus souvent des hommes) ne cachent pas, mais succèdent à, ou précèdent un regard si lourd… Je vous remercie de connaître un peu de votre œuvre, et vous dis mon admiration… ».
Dans une lettre adressée à Delcol, André Thirion écrit : « Vos compliments s'adressent à la mémoire de Stéphane Lupasco. C'est celui qui a fait depuis Benedetto Croce la critique la plus pénétrante et la plus dure de la logique de Hegel, cette extrapolation universitaire et germanique de l'éblouissante vision d'Héraclite. Je vous souhaite du succès. Armez-vous de patience. Les médias préfèrent à tout la médiocrité qui ne dérange pas et le sensationnel de bazar… »
Pour la fille de l'artiste, « La rencontre de Delcol avec Gabriel Piqueray en 1968, n'explique pas, comme beaucoup le laisse à penser, la démarche du peintre mais affirme la direction prise par l'artiste, en donnant une définition de l'érotisme en peinture que Roland Delcol a pu transcender. »
« L’essentiel réside dans les points suivants : - Obtenir une vision (pour le spectateur) absolument naturelle - Les modèles devront varier (…) toujours avec une plastique remarquable. Volontairement anti-Bardot - Bien étudier les situations où l’on place les modèles nus (…). Plus le climat est naturel, populaire, aimable, normal : plus le choc visuel est grand. (…) La toile doit tuer tout « symbole » et donner un nu total, naturel, tel qu'il est en réalité, sans aucun artifice : pour la toute première fois, dans l’histoire de la peinture, il n’y aurait ni symboles, ni académisme, ni esprit de « salon de peinture », ni rêve. Il y aurait, dans les situations les plus courantes et les plus usuelles, les plus familiales (…), les plus scolaires, militaires, sportives, la vision simple d’un nu qui, d’après toutes les conventions sociales, ne peut pas l'être : tel est le « secret » à mettre sur toile. (…) L’érotisme sera terrible à condition de banaliser à l'extrême les attitudes et les situations (…) ».
« Ce n'est donc pas sans raison que je rends hommage à votre jeune et merveilleux talent », écrit Armand Simon, « Le vocable "merveilleux" que j'utilise ne possède rien de littéraire-ce n'est pas un cliché à l'emporte-pièce- mais je ne puis qualifier autrement ce qui appartient au domaine des merveilles. »
Si pour Pierre Perret, les culs de Delcol « ont le langage du génie! celui "à la rose" splendeur ! », Fred Zeller quant à lui a pris connaissance avec intérêt du livre de Louis Scutenaire sur sa peinture qu'il connaissait déjà. « J'apprécie ton art », lui dit-il, « ton humour et la perfection du dessin qui fait tant défaut de nos jours. Les peintres d'aujourd'hui ne savent plus dessiner mais veulent tous, après deux ou trois ans de coloriages entrer au musée du Louvre ! ».

## Réception critique
« La demoiselle de Delcol est un cheveu blond dans la soupe des Tartufes qui en tombent des nues. Elle a une manière très personnelle de mettre à toutes les sauces ses seins lourds, son nez en trompette et ses fesses de cycliste. Pulpeuse, ingénue, comestible, attentive, disponible, silencieuse, diligente, hygiénique, cette Fée du Logis propose une rêverie permanente affranchie de toute complication érotique. » − Roland Delcol, préface de Félix Labisse, Bruxelles, Galerie Isy Brachot, 1971.
À partir des années 1950 Louis Scutenaire collabore à de nombreuses revues et écrit de nombreuses préfaces (Magritte, Jean Raine, Roland Delcol).
« Je suis médusé par ceux qui, devant les toiles de Delcol, parlent de vulgarité, pornographie, sex-shop, étalage de viande ou tripailles. C'est aussi faux, aussi bête de s'exprimer de la sorte que penser à des bondieuseries en voyant Mantegna, art de la guerre devant les cavaliers d'Uccello, boulangerie à propos de la Fornarina, vertèbres devant la Grande Odalisque. » − Louis Scutenaire, La chanson de Roland, Éditions « L'envers sauvage du Réel », Bruxelles, 1982, p. 36.
« Delcol est le Sigmund Freud de la peinture : plus de mystère sous les jupes, mais sous les yeux joli con bien ourlé. » − Louis Scutenaire, ibid., p. 38.
« Puisque j'écris autant pour dire la vérité que pour me divertir, je note ici qu'en cyclisme il y eut Zimmerman, Coppi, Van Looy, Merckx, et puis bon nombre d'artisans du vélo. En peinture, il y eut le primitif verts sur verts du Prado, Uccello, le Douanier Rousseau, Magritte, Delcol, et puis de multiples artisans du pinceau. » − Louis Scutenaire, ibid., p. 39.
« …J'écrirai avec plaisir quelques lignes sur Delcol, à moins que je sois assez avantagé pour avoir un nombre un peu plus grand d'œuvres, d'ici l'automne. J'ai très vite marché en sa faveur : ses intentions nous intéressent. Pas besoin de s'expliquer. » − E. L. T. Mesens[réf. nécessaire]
« J'aime en particulier vos dessins sur toile. » − Iris Clert[réf. nécessaire]
« Cher Monsieur Delcol, 
Merci de penser à moi. J'adore ce que vous faites car cela me parle immédiatement à l'âme et à l'esprit. J'aimerais avoir une œuvre de vous dans ma vie.
Mais comment faire : je n'envisage pas pour l'heure de me rendre en Belgique ?
Existe-t-il des catalogues détaillés de vos tableaux ? des diapos ? 
J'adore aussi votre couverture du catalogue avec le "Divin" Scut que j'admire à n'en plus pouvoir.
Dites à nos amis que je me reconnait dans l'infraréalisme, farouchement.
De tout cœur. » − Frédéric Dard
« Il s’intéresse par-dessus tout à la peinture. De plus il sait peindre. Sur ses toiles, insoucieux du temps et de l’espace, il provoque des rencontres de personnages, de femmes surtout, de cette époque-ci avec d’autres de ces époques-là ; les paysages et les choses se télescopent ; ses couleurs le plus souvent sont roboratives ; cela dans une mise en page qui, malgré les années qui passent et passent, ne perd rien de son poids. Son ambition-non méprisable- est que l’unique objet de sa passion soit perçu par les meilleurs comme une œuvre de prix. Il est transparent. Derrière Roland Delcol il n’y a que le peintre Delcol.R. » − Irène Hamoir, Postmodernisme.

## Œuvres

### Publications
- Que sera l'infra-réalisme?, avant-propos de Pierre Somville, Éditions L'envers du réel, Bruxelles, 1978.
- Aphorismes et périls, Éditions L'envers sauvage du réel, Bruxelles, 1988.

### Livres illustrés
- Louis Scutenaire, L'Été, lithographie de Delcol, Origine, Luxembourg, 1973.
- Emmanuelle Arsan, Emmanuelle, 12 lithographies de Delcol, Tchou, Paris, 1975.
- Louis Scutenaire, Amazone mastée, lithographie de Delcol, Club 80, Erpeldange, Luxembourg, 1976.
- Louis Scutenaire, Mes inscriptions, (1945-1963), avec 15 lithographies de Pierre Alechinsky, Rachel Baes, Yves Bossut, Pol Bury, Roland Delcol, Christian Dotremont, Jane Graverol, Claudine Jamagne, Félix Labisse, Marcel Mariën, Jean Raine, Armand Simon, Raoul Ubac, Roger Van de Wouwer et Robert Willems, Brassa, Bruxelles, 1976.
- Richard Olivier, Pardon aux intellectuels, 12 planches de Roland Delcol, Le Salon d'Art, Bruxelles, 1977.
- Louis Scutenaire, Histoires naturelles, 5 illustrations de Roland Delcol, Éditions L'Envers sauvage du réel, Bruxelles, 1979.